# Igreja de Santa Rita de Cássia (Rio de Janeiro)
O Santuário de Santa Rita de Cássia é um templo católico de importância histórica e artística da cidade do Rio de Janeiro, no Brasil, tombado pelo Iphan em 1938.

## História

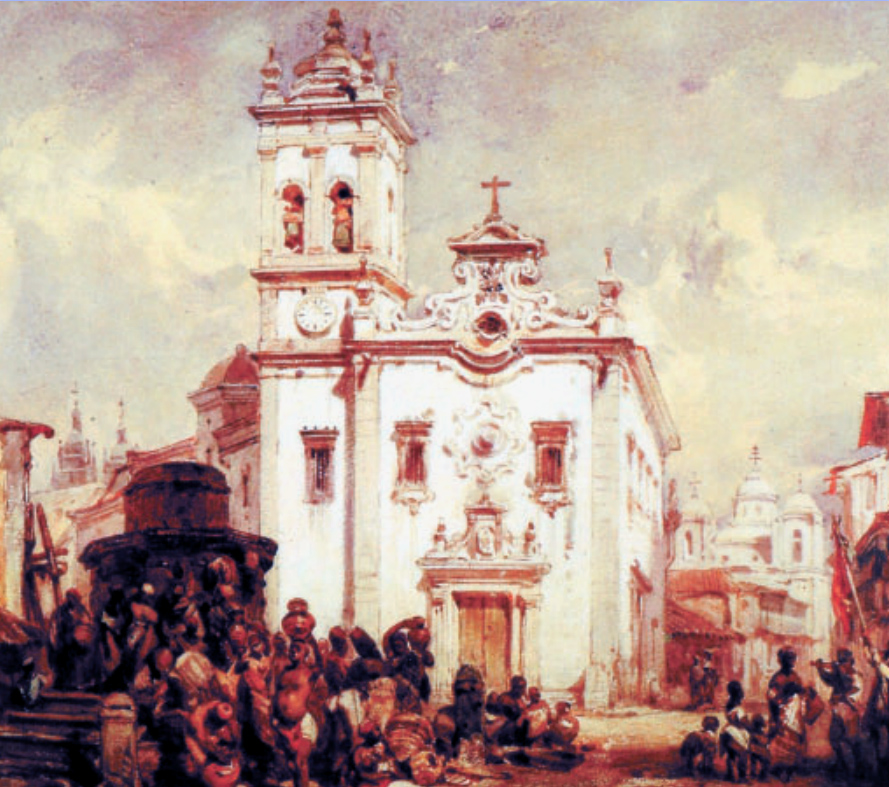
Fachada da igreja em 1844, antes da reforma do frontispício, em pintura de Eduard Hildebrandt

Sua fundação se deve a Manoel Nascentes Pinto e sua esposa Antonia Maria, proprietários de um quadro a óleo com a efígie da mística italiana. Tendo crescido a devoção popular a Santa Rita, cujo culto doméstico fora aberto ao público, decidiram adquirir uma imagem em talha para ser o orago da futura capela. Essa imagem permaneceu na igreja de Nossa Senhora da Candelária enquanto a capela não ficou pronta.
O terreno da igreja foi comprado em 1718, a pedra fundamental foi lançada em 1719 e em 1721 o casal doou à mitra a capela-mor, sacristia e consistório, além de alfaias doadas pelo casal Pinto. No entanto, exigiram os privilégios de padroado sobre a igreja, o que levou a um litígio com a diocese, só resolvido em 1741, com a desistência do pleito por parte do filho de dom Manoel, Ignacio Nascentes Pinto. Naquele ínterim, a família conservou a igreja consigo, a título de oratório particular. A nave foi concluída em 1728, como está registrado na fachada.
A antiga irmandade de Santa Rita, constituída quando da doação, foi transformada na Irmandade do Santíssimo Sacramento de Santa Rita quando o templo foi elevado à condição de matriz paroquial da área que então era o subúrbio da cidade do Rio de Janeiro.
O território da freguesia de Santa Rita, que hoje é um pouco menor, compreendia o bairro da Vila Verde (parte norte do Centro), os morros de São Bento e Conceição, e as enseadas do Valongo e da Gamboa. Em virtude de sua localização, a paróquia ficou responsável pela cura pastoral da área portuária e, consequentemente, dos cativos africanos ali comercializados.
A criação da paróquia observou as seguintes datas: sede de freguesia por provimento de 9 de janeiro de 1749; desmembramento do território de Nossa Senhora da Candelária a 29 de janeiro de 1751, ereção em vigaria a 5 de maio de 1753, apresentação do primeiro pároco perpétuo, João Pereira de Araújo e Azevedo, no dia 29 do mesmo mês.
Entre 1753 e 1759, foram refeitos o frontão, o coruchéu da torre e toda a talha do interior, que passou a ostentar um estilo rococó, primeira manifestação desse estilo nas Américas, quase simultânea ao seu surgimento na França.
Em 1763, a Irmandade do Santíssimo Sacramento adquiriu um terreno com casas nos fundos da igreja para a construção de instalações mais amplas para o consistório e sacristia, além de abrir espaço para a criação de outra irmandade, a de São Miguel e Almas. Em 1870 o frontispício lavrado foi substituído por um arco simples.
As reformas urbanas de Pereira Passos, no início do século XX, não afetaram a igreja, embora tenham remodelado o seu entorno com a derrubada de um quarteirão e a abertura da Avenida Mal. Floriano, símbolo da Belle Époque carioca.
Em 2021, Santa Rita de Cássia foi proclamada padroeira do Centro do Rio de Janeiro. Quatro anos depois, no Ano Jubilar de 2025, o Cardeal Arcebispo do Rio de Janeiro, D. Orani João Tempesta, decretou a elevação da matriz de Santa Rita à condição de Santuário Arquidiocesano, tendo presidido a 22 de março a Missa de instalação.

## Características arquitetônicas

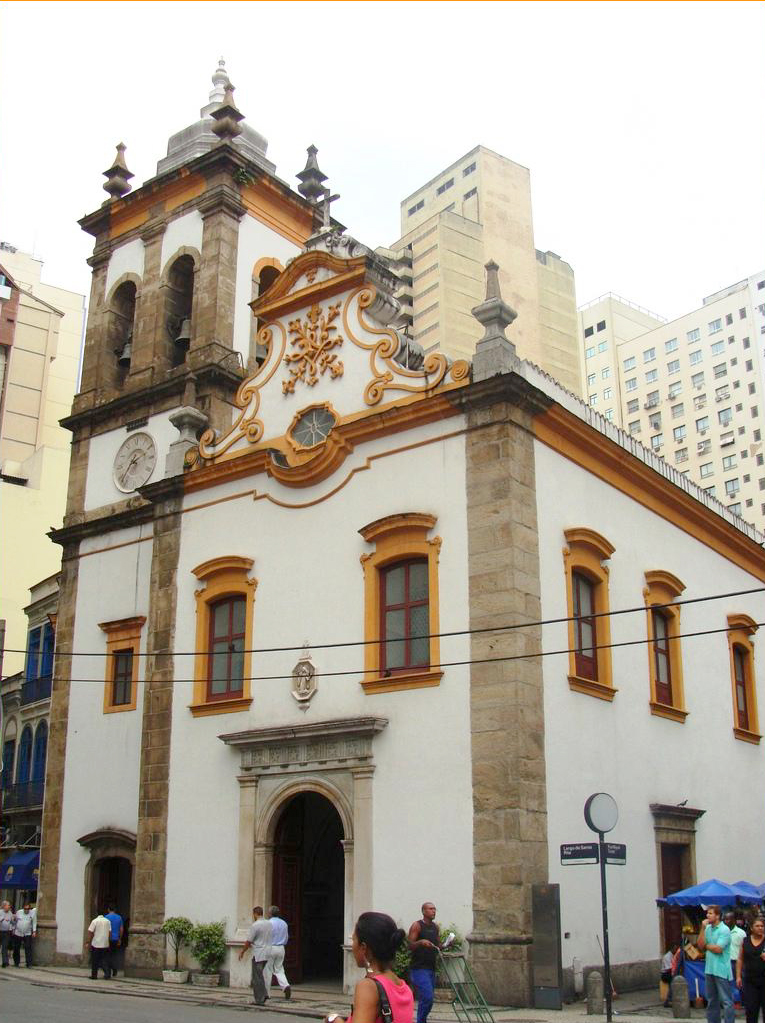
Aspecto atual

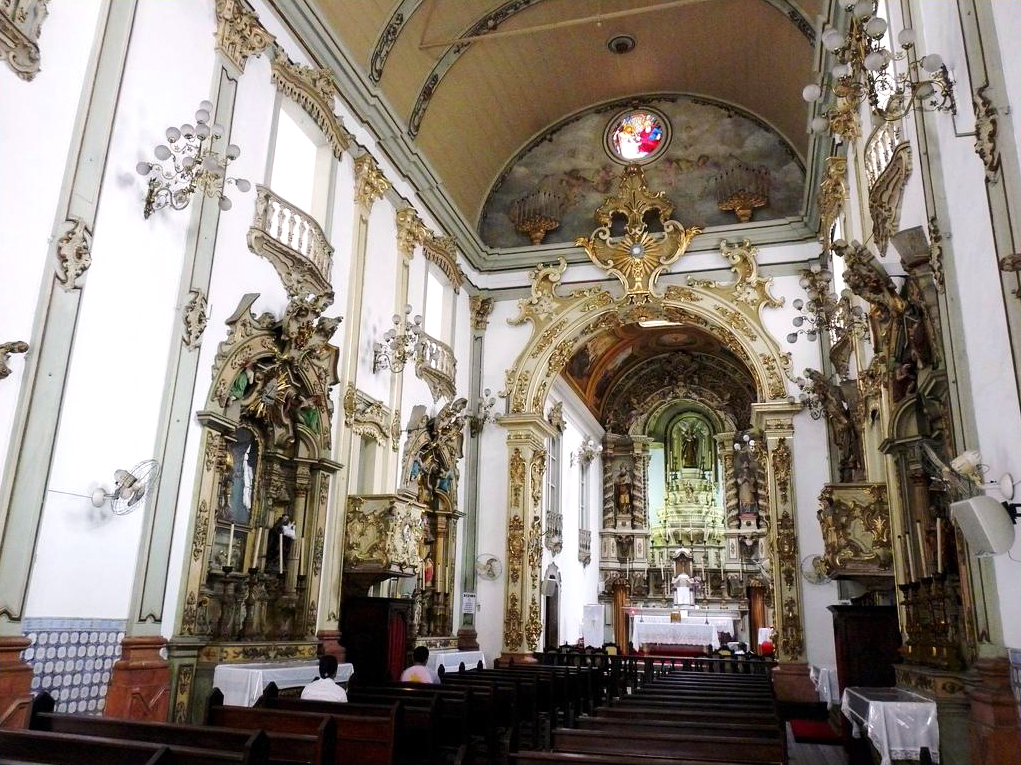
Aspecto do interior

Em sua condição presente, a igreja tem uma fachada relativamente sóbria, constituída de um retângulo com uma porta em arco pleno e duas janelas no piso superior, coroadas por vergas em arco abatido. Sobre a porta, onde antes havia um rico frontispício decorativo, hoje só existe um medalhão com uma imagem da padroeira. O frontão preserva sua forma rococó, com um óculo e volutas, encimado por uma cruz e ladeado por pináculos. Ao lado do corpo da igreja se ergue um campanário, com uma porta na base, acima uma janela, e sobre estes elementos um relógio e os arcos para os sinos. O coruchéu tem um formato bulboso, com quatro pináculos nos cantos.
Interiormente possui uma nave única, capela-mor alongada e uma sacristia no lado esquerdo. Quatro altares laterais completam o conjunto, ostentando antiga estatuária do século XVII. A nave, com um teto abobadado, possui também dois púlpitos entalhados, tribunas, painéis de azulejos e um coro. A presença de um óculo sobre o arco do cruzeiro e uma claraboia no teto da capela-mor são detalhes incomuns nas igrejas brasileiras do século XVIII. Sua talha é rica e elegante, e é uma das poucas que sobreviveram intactas às reformas posteriores que alteraram a decoração de inúmeros templos barroco-rococós no Brasil. O retábulo-mor ainda preserva traços barrocos, tendo sido em parte reaproveitado o da primeira decoração. O modelo dos seus retábulos inspirou a decoração de outras igrejas cariocas, como a da Glória do Outeiro, da Lapa dos Mercadores e se Santa Cruz dos Militares. O teto da capela-mor mostra uma pintura do início do século XX ilustrando milagres de Santa Rita.

## Os Cemitérios de Pretos Novos
Presume-se que, a partir de 1741, depois que os Nascentes Pinto entregaram definitivamente à mitra a então capela de Santa Rita, o templo passou a enterrar os pretos novos, isto é, os cativos recém-chegados de África falecidos antes da venda. Como não houvesse mais espaço no adro, as inumações passaram a ser feitos no Largo de Santa Rita, causando reclamações por ser um logradouro público e não um lugar adequado para enterros.
Em 1774, por determinação do vice-rei Marquês do Lavradio, o comércio de atacado foi transferido de dentro da Cidade do Rio de Janeiro para a região do Valongo, subúrbio pertencente à mesma freguesia de Santa Rita. Com isso, o tráfico negreiro e seu respectivo cemitério também se mudaram para lá. O novo Cemitério de Pretos Novos do Valongo funcionou na Rua Pedro Ernesto (Antiga Rua do Cemitério) até 1830, quando foi extinto o tráfico negreiro oficial.
O antigo Cemitério de Pretos Novos de Santa Rita ficou esquecido por muito tempo, mas a passagem do VLT Carioca no Largo de Santa Rita em 2018 ocasionou uma contestação dos movimentos sociais sobre as pesquisas arqueológicas na região. Como sucedâneo à necessária rememoração dos mortos ali enterrados, o IPHAN propôs a representação de rosas negras no chão do cemitério, que continua servindo de logradouro público. As contradições políticas do episódio, a falta de razoabilidade dos argumentos aduzidos e o estranhamento diante da invisibilidade do Cemitério de Santa Rita não receberam resposta satisfatória nem da academia nem das instituições públicas.